# Norio Maeda
Norio Nobuhito Maeda (Japans: 前田 憲男, Maeda Norio, eigenlijk: 前田 暢人, Maeda Nobuhito) (Osaka, 6 december 1934 - Tokio, 25 november 2018) was een Japanse jazz-pianist, componist en arrangeur.
Maeda leerde als kind piano spelen. In 1955 verhuisde hij naar Tokio, waar hij als professioneel muzikant en arrangeur ging werken. Hij speelde in de groep van Shungo Sawada en richtte de groep Wind Breakers op. Hij speelde en arrangeerde vanaf 1959 bij de West Liners, geleid door Konosuke Saijo. Als componist schreef hij werken voor The Blue Coats, Tatsuya Takahashi, Nobuo Hara en Toshiyuki Miyama. Hij was een van de oprichters van We 3, met Yasuo Arakawa en Takeshi Inomata en werkte later met Inomata in een trio met Sadanori Nakamure.

## Referentie
- Yozo Iwanami and Kazunori Sugiyama, "Norio Maeda". The New Grove Dictionary of Jazz. 2de editie.

- CiNii: DA07069355
- Library of Congress Control Number: no98019390
- MusicBrainz: 5f569b75-098f-445d-9293-d65e25e55c33
- Bibliotheek van het Japanse parlement: 00039332
- Virtual International Authority File: 260131352
- WorldCat: E39PBJgt8jD8vcgM8BQf9wxv73